# Allocosa handschini
Allocosa handschini là một loài nhện trong họ wolfspinnen (Lycosidae).
Loài này thuộc chi Allocosa. Allocosa handschini được Ehrenfried Schenkel-Haas miêu tả năm 1937.